# Penrith City SC
Penrith City SC var en fotbollsklubb från Sydney i Australien. Klubben spelade två säsonger i den numera nerlagda nationella australiska proffsligan National Soccer League (NSL), 1984 och 1985. Klubben var en elitsatsning av rugbyklubben Penrith Panthers och på grund av dålig ekonomi och dåliga publiksiffror överlevde inte klubben särskilt länge.